# Sveriges sociologförbund
Sveriges Sociologförbund (SSF) är en organisation i Sverige vars syfte enligt dess stadgar är att främja den vetenskapliga utvecklingen inom sociologin och dess tillämpningsområden, att verka för en ökad förståelse hos myndigheter, organisationer och bland allmänheten för sociologin som samhällsvetenskap, samt att stärka sociologers yrkesmedvetande och yrkesansvar.
Medlemskap i Sveriges Sociologförbund är öppet både för institutioner och enskilda människor.

## Förbundsstämman och Sociologidagarna
Sociologförbundets högsta beslutande organ är förbundsstämma som numera äger rum vartannat år i mars månad i samband med Sociologidagarna, en vetenskaplig konferens för förbundets medlemmar. Sociologidagarna arrangeras i samarbete mellan Sociologiförbundet och ett av landets lärosäten: 
Före införandet av Sociologidagarna hölls förbundsstämman och förbundets konferens årligen.

## Sociologisk Forskning
Sociologisk Forskning är Sociologförbundets vetenskapliga tidskrift. Tidskriften publicerarar aktuell forskning med särskilt fokus på svensk och nordisk samhällsutveckling. Tidskriften är en open access-tidskrift vars artiklar är fritt tillgängliga via webben. Tidskriften strävar efter att hålla hög internationell kvalitet och indexeras i bland annat Web of Science, SCOPUS och Sociological Abstracts. Sociologisk Forskning har getts ut med nya nummer per år sedan 1964. Johan Asplund var tidskriftens förste redaktör.  

## Segerstedtpriset
Segerstedtpriset inrättades av Sveriges Sociologförbund år 1994 som ett pris till den artikel som under året publicerats i tidskriften Sociologisk Forskning och som lämnat särskilt värdefullt bidrag till den sociologiska disciplinens utveckling. Prisets namn syftar på Torgny T:son Segerstedt som genom beslut av Kungl. Maj:t  den 26 juli 1947 utsågs till Sveriges första professor i sociologi. Segerstedt var själv prisutdelare när priset delades ut för första gången vid förbundets årsmöteskonferens i Stockholm i februari 1995. Priset delades detta premiärår mellan Ulla Björnberg för artikeln "Familj mellan marknad och stat/politik. En fråga om kön, klass och makt" och Mikael Carleheden för artikeln "Alternativ eller rekonstruktion: Om Habermas kritik av Marx". 2007 beslutades Sveriges Sociologförbund att priset från och med 2008 ska delas upp i två pris: ett pris för bästa artikel publicerad i Sociologisk Forskning (Torgny T Segerstedts pris för bästa artikel i Sociologisk Forskning) och ett pris för bästa sociologiska avhandling (Sociologförbundets pris till nydisputerad forskare i sociologi)
Priset delas ut vid Sociologidagarna.

## Internationell verksamhet
Sveriges Sociologförbund är medlemmar av det Nordiska sociologförbundet NSA , det europeiska sociologförbundet ESA  samt det internationella sociologförbundet ISA . ISA arrangerar vart fjärde år världskongressen i sociologi. År 1978 arrangerades världskongressen i Uppsala på temat "Paths of Social Development". Ulf Himmelstrand (1924-2011), professor vid Uppsala universitet, var som hitintills ende svensk president för ISA under mandatperioden 1978-1982 (vicepresident 1974-1978).  2010 arrangerades världskongressen i sociologi för andra gången i Sverige, då på Svenska mässan i Göteborg under temat "Sociology on the move". Torgny T:son Segerstedt (mandatperioderna 1953-1956, 1956-1959), Göran Therborn (mandatperioderna 1994-1998, 1998-2002). Jürgen Hartmann (mandatperioderna 1990-1994, 1994-1998) och Ulla Björnberg (mandatperioden 2006-2010) har varit medlemmar av ISA:s styrelse.

## Historia
Sveriges Sociologförbund bildades genom att sociologer från de dåvarande fyra universitetsorterna Uppsala, Stockholm, Göteborg och Lund möttes i Uppsala den 13 mars 1961.  Preliminära stadgar antogs och Torgny T:son Segerstedt, som 1947 tillträtt landets första professur i sociologi, valdes till ordförande för en interimsstyrelse. Denna fick i uppgift att verka fram till förbundets första årsmöte, som hölls den 25 januari 1962 – även det i Uppsala. Vid årsmötet tog Harald Swedner över ordförandeklubban och förbundets stadgar fastställdes.
Förbundet har allt sedan dess haft som uppgift att främja den vetenskapliga utvecklingen inom sociologin och dess tillämpningsområden, att verka för en ökad förståelse hos myndigheter, organisationer och bland allmänheten för sociologin som samhällsvetenskap, och att stärka sociologers yrkesmedvetande och yrkesansvar. Ytterligare en uppgift, att tillvarata medlemmarnas fackliga intressen, fanns och var omdiskuterad under förbundets tidiga år. Uppgiften avskrevs emellertid och förbundet blev ett renodlat professionsförbund. 
Tidigt i förbundets historia sattes också en struktur som har präglat förbundets verksamhet över åren. Framförallt har det handlat om konferenser i samband med förbundsmötet, tidskriften Sociologisk Forskning samt internationellt arbete.